# 徐儯
徐儯（1468年—？），字允升，武功中衛籍江西新淦縣人，明朝政治人物。

## 生平
弘治五年（1492年）壬子科順天府鄉試第五十九名舉人。弘治十五年（1502年）中式壬戌科會試第十三名，二甲第三十三名進士。

## 家族
曾祖徐萬斌；祖父徐旺；父徐通，母田氏。慈侍下。兄徐仁。